# Пуника
Пуника (на латински: Punica) е латинска епическа поема в седемнадесет книги. Написана е в дактиличен хекзаметър. Авторството ѝ се приписва на Силий Италик /Silius Italicus; ок. 28 – 103 г./. Включва 12 000 стиха разделени в седемнадесет книги, с което е най-дългото оцеляло и до днес /епическо/ произведение на латински език. С последвалата Фарсалия, трите са съставообразуващи класическата епическа римска трилогия за най-важните събития от историята на Древен Рим /основаване на Рим/; на Римската република; и за възникването на Римската империя – съответно.
Епическата тема е Втората пуническа война и личното съперничество на поетическо ниво между двамата предводители и генерали – Ханибал и Сципион Африкански. Метафората отразява грандиозния античен сблъсък между Рим и Картаген, който на практика решава на геополитическо ниво съдбата на Средиземноморието, а оттук и на заобикалящия го и познат античен свят на три континента – Европа, Древна Либия /Африка/ и Азия.

## Сюжет
Изпърво се представя патриотично настроения Древен Рим от времето на републиката, който е все още верен на mos maiorum. Целта е читателят по времето на имперския период на Флавиите да получи представа за онзи стар идеал, който е послужил като камък в основата за издигането на Рим в първа световна сила на античността. Сравнението с миналото контрастира с имперския Рим, чийто стари градски нрави и изконни порядки са забравени и отречени през десетилетията кървави римски граждански войни – след края на пунически Картаген. След завладяването на Картаген и сриването на основния римски опонент са унищожени отвътре изградените по старо време материални блага. Крахът на предходните нрави не подминава и духовните ценности, като постепенно и неусетно рухва и единната визия за римската държавност.
Имплицитно поемата загатва за опасността, в която се намирала Римската империя по времето на Флавиите – в аналогия с онази от времето когато Ханибал заплашва самото сърце на римския свят. Неусетно на преден план сюжетът изтиква римските добродетели и предводители, противопоставили са на надвисналата опасност и спасили стария римски свят от похотта на Ханибаловите намерения и антропофагията на пунически Картаген. Насетне поемата пресъздава величавата антична битка между Рим и Картаген, която битка е на живот и смърт не само между двата града, но и между двата свята – този европейския и онзи на отсрещния по-сетнешен варварски бряг, където небезисвестните пуни са пристигнали и заселили се при Ярба от Предна Азия и Ханаан. Историческата драма, предадена лирично от „Пуника“, завършва трагично за първия враг на стария римски свят – Картаген.
Накратко, целта на автора по него време е да посочи онези предходни римски добродетели, въз основа на възвръщането към които е могло да се спаси бъдещето на империята от пропадане и разруха по времето на началото на епохата на ранното християнство и след края първата юдейско-римска война завършила със сриването на Йерусалимския храм – последния бастион на семитския свят.
Поемата е откровен пропаганден опит за възстановяване на отколешните древноримски ценности с живи примери, при това в архаичен изразителен стил. Противниците на римляните – пуните, са представени и заклеймени и от автора като изконни стари римски врагове, достойни единствено за „пуническата вярност“. Картагенците са представени като врагове и коварни изменници обладани от бяс.

## Верски и съвременни трактовки
- Копие на съдбата
- Символ на вярата
- Фабианско общество
- Империята отвръща на удара